# Buchholz (Altmark)
Buchholz is een plaats en voormalige gemeente in de Duitse deelstaat Saksen-Anhalt, en maakt deel uit van de Landkreis Stendal. Sinds 2010 is het een Ortschaft van de stad Stendal.
Buchholz ligt 9 km ten zuidwesten van Stendal, aan de Bundesstraße 189, en is incidenteel vanuit die stad per bus bereikbaar. Het is van oorsprong een boerendorp, maar na 1990 zijn er huizen bijgebouwd voor woonforensen, die in Stendal of elders een baan hebben.

## Afbeeldingen

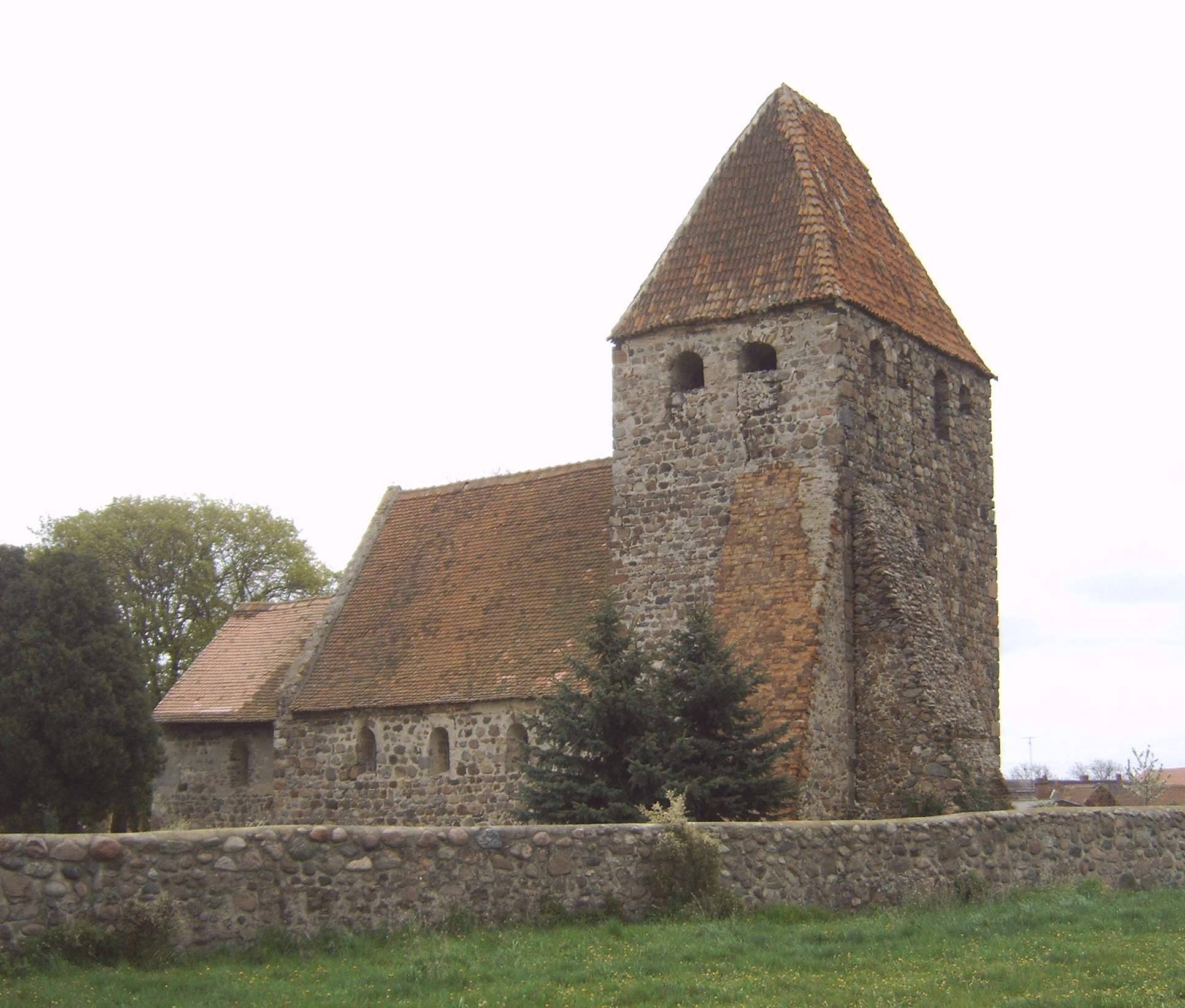
Kerk in Buchholz

De evangelisch-lutherse dorpskerk te Buchholz werd omstreeks 1140 gebouwd.